# Districte de Mělník
El districte de Mělník - (txec) Okres Mělník - és un dels tres districtes de la regió de Bohèmia Central, a la República Txeca. La capital és Mělník.

## Llista de municipis
Býkev -
Byšice -
Čakovičky -
Čečelice -
Chlumín -
Chorušice -
Chvatěruby -
Cítov -
Dobřeň -
Dolany - 
Dolní Beřkovice -
Dolní Zimoř -
Dřínov -
Horní Počaply -
Hořín -
Hostín -
Hostín u Vojkovic -
Jeviněves -
Kadlín -
Kanina -
Kly -
Kojetice -
Kokořín -
Kostelec nad Labem -
Kozomín -
Kralupy nad Vltavou -
Křenek -
Ledčice -
Lhotka -
Liběchov -
Libiš -
Liblice -
Lobeč -
Lobkovice -
Lužec nad Vltavou -
Malý Újezd -
Medonosy -
Mělnické Vtelno -
Mělník -
Mšeno -
Nebužely -
Nedomice -
Nelahozeves -
Neratovice -
Nosálov -
Nová Ves -
Obříství -
Olovnice -
Ovčáry -
Postřižín -
Řepín -
Spomyšl -
Stránka -
Střemy -
Tišice -
Tuhaň -
Tupadly -
Újezdec -
Úžice -
Velký Borek -
Veltrusy -
Vidim -
Vojkovice -
Vraňany -
Všestudy -
Všetaty -
Vysoká -
Zálezlice -
Želízy -
Zlončice -
Zlosyň